# Volby v Itálii
Volby v Itálii jsou svobodné. Volí se do parlamentu, místních a regionálních zastupitelstev a Evropského parlamentu. Každých sedm let se konají nepřímé prezidentské volby. Do dvoukomorového parlamentu je voleno 630 poslanců na pětileté volební období.

## Dominantní politické strany
Podle jejich výsledků ve volbách do poslanecké sněmovny dne 4. března 2018 lze uspořádat italské politické strany takto:
- Hnutí pěti hvězd (32,6 % hlasů)
- Demokratická strana (18,7 %)
- Liga Severu (17,4 %)
- Forza Italia (14,0 %)
- Bratři Itálie (4.3 %)
- Svobodní a rovní (3,4 %)[2]